# 汝平和を欲さば、戦への備えをせよ
「汝平和を欲さば、戦への備えをせよ」（なんじへいわをほっさば、いくさへのそなえをせよ）はラテン語の格言。原文は "Sī vīs pācem, parā bellum."（シー・ウィース・パーケム、パラー・ベルム）
様々に解釈されているが、一般に「平和を望むなら戦争に備えておかねばならない」と軍備の必要性を訴えるさいにしばしば使われてきた。英語では通常 "If you want peace, prepare for war." などと訳される。ラテン語の格言としてはきわめてよく知られたもののひとつで、現在でも欧米のメディアで一般的に使われている。後段を「パラ・ベラム」等とするのは英語の読み方。

## 概要
この言葉の出典は、古代ローマ帝国末期（４世紀頃）の軍学家ウェゲティウス（Flavius Vegetius Renatus）が著した『軍事論（Epitōma reī mīlitāris）』 とされることが多い。ただしウェゲティウスの原文は以下のように多少表現が異なっているうえ、また彼以外に古代ローマ世界での用例がないため、この著作を元にした近代の創作だとする説もある。

## 受容と批判

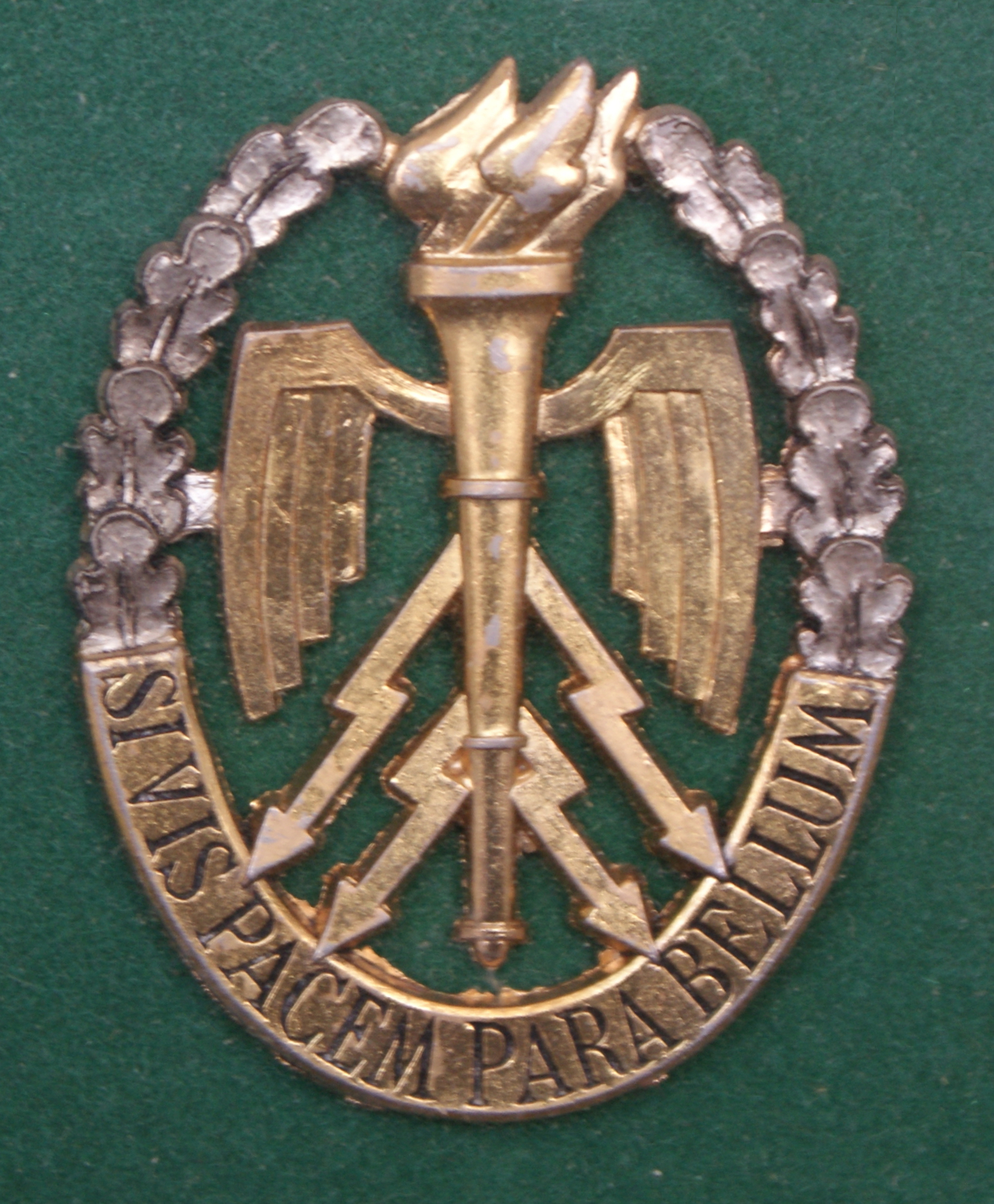
フランス軍の士官学校（ＣＤＥＣ）で使われている徽章。本項目の格言が刻まれている。

この格言が引用されるのは多くの場合、軍備の裏づけなしに平和を維持することはできないと主張する文脈においてである。フランスの社会学者ガストン・ブトゥールはこの格言を「平和を欲するなら、戦争を知らねばならぬ」という意味で読み替えるよう説き、その有効性を認めていた。
日本で1950年代に参議院議員をつとめた実業家の鹿島守之助もこの格言を愛好し、自著『日本の平和と安全』において、戦後日本の平和憲法を批判しながら次のように述べている。
また新憲法の「八月革命説」で知られた憲法学者の宮澤俊義は、戦後すぐの1947年に刊行された著作の中で、この格言が説くような〈武装によって維持されている平和〉は真の平和ではなく、それはつねに一触即発のリスクと表裏一体であることを前提として認めたうえで、次のように述べている。
宮澤はそのように述べ、この格言は第二次大戦後の「今日の国際社会においても依然として妥当する」と主張した。
一方で、この格言に対しては、宮澤が触れているような根強い批判が存在する。
1928年のパリ不戦条約において各国全権代表が署名するため用意された万年筆には、「もし平和を欲するならば、平和のために備えよ（Sī vīs pācem, parā pācem.）」と刻印されていたという。キリスト教非戦主義の立場に立つレイトン・リチャードは、この逸話を紹介したうえで、ウェゲティウスのものとされる古い格言は「今や流行遅れ」であって、「二度の世界大戦の経験は、もし諸国家がその平和の夢を実現しようとするならば、彼らは戦争以外の、そしてもっとすぐれた道をとらねばならないことを教えた」と述べている。
トマス・アクィナス『神学大全』の研究などで知られた稲垣良典が書く次の一節も、同様の批判にもとづいている。
1969年、国際労働機関（ＩＬＯ）がノーベル平和賞を受賞したさい、当時のノーベル賞委員会のアーセ・リオネス委員長は、ＩＬＯの基本理念が 「Sī vīs pācem, cole jūstitiam.（平和を欲するなら、正義を尊重せよ）」であると述べて高く評価し、古い形の格言を暗に批判している。この言葉はジュネーブのＩＬＯ本部で基本モットーとして掲げられ、現在広く知られるに至っている。
また戦後に文部大臣をつとめた森戸辰男は、戦前に自らの反戦思想を訴えるため、ラテン語で「Sī vīs pācem, parā bellum contra bellum.（平和を欲するなら、戦に対して闘争せよ）と述べていたことがあるという。

## 類似表現
中国の『易経』に現れる次の一句も、同様の思想を表現した言葉として紹介されることがある。
ナポレオン・ボナパルトの外交政策に関して、歴史家のブーリエンヌは次のように述べている。 

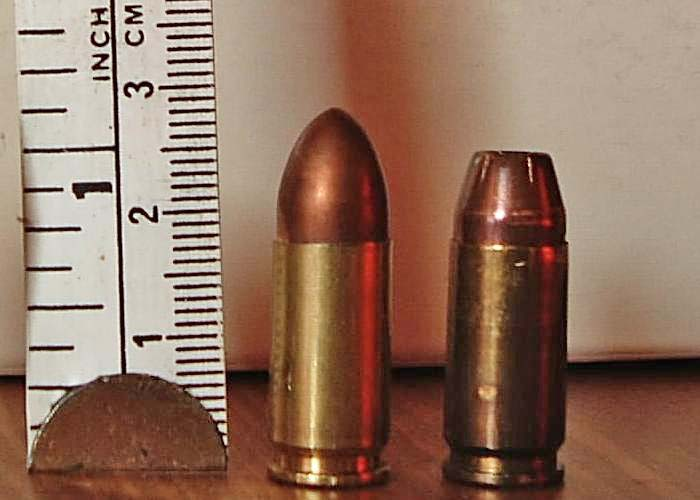
1901年に開発された9 mmパラベラム弾。ドイツの兵器企業DWMが、本項目の格言を会社のモットーとしていたことによる。

これはナポレオンが第一協商によってヨーロッパ諸国と暫定的な平和協定を結んで見せたのは、いずれイタリアへ先制攻撃をかけるための見せかけにすぎなかったとするブーリエンヌの解釈に基づいている。
またアンドリュー・カーネギーは、議長を務めた1907年の 全国仲裁平和会議 で以下のように述べている。

ドイツの平和主義作家、リヒャルト・グレリングは、ウッドロウ・ウィルソンが1917年4月2日の議会開会前に際して行った「世界は民主主義にとって安全でなければならない」演説を引用し、以下のように著した。

## そのほか
- パラベラム - 曖昧さ回避ページ。
- アメリカ空軍第34戦闘訓練部隊 - 記章の上部にこの格言が記載されている。[24]
- 9x19mmパラベラム弾 - 拳銃・機関銃など小火器用に広く使われている弾薬。この格言にちなんで命名された。
- 『ジョン・ウィック:パラベラム』（2019）- アメリカのアクション映画。この格言を踏まえた題名で、劇中でも格言が引用される。

## 関連文献
- Military Institutions of Vegetius, tr. by John Clarke, London, 1767.　ウェゲティウス『軍事論』 英訳。
- Vegetius: Epitome of Military Science, 2nd rev. ed., tr. by N. P Milner, Liverpool University Press, 1996. 英訳と註解。
- Flavi Vegeti Renati, Epitoma rei militaris, notes by M. D. Reeve, Oxford University Press, 2004. ラテン語原文と註解。